# 족벌 두 신문 이야기
족벌 두 신문 이야기는 대한민국에서 제작된 박중석 감독의 다큐멘터리 영화이다. 김용진 등이 제작에 참여하였다.

## 제작진
- 프로듀서: 박중석
- 제작부: 김성근
- 제작부: 박수진
- 제작부: 임혜성
- 제작부: 장광연
- 제작부: 정은아
- 제작부: 조연우
- 라인프로듀서: 홍주환
- 조감독: 홍주환
- 음향편집: 이성희
- 사운드슈퍼바이저: 장철호
- 시각효과: 윤석민
- 타이틀: 이석인
- 마케팅총괄: 정상진
- 마케팅책임: 주희
- 임팩트 프로듀서: 정상진
- 온라인홍보: 최기훈
- 웹: 허현재
- SNS: 박종화
- 크레딧: 정동우
- 성우: 김단
- 성우: 이승준
- 성우: 진양욱
- 삽화: 이민
- 디지털색보정: 이동열
- 프랑스 취재: 이지용
- 프랑스 촬영: 이지용
- 해외 자료조사: 전갑생
- 취재: 김강민
- 취재: 김용진
- 취재: 박중석
- 취재: 이명주
- 취재: 조현미
- 취재: 최윤원
- 취재: 한상진
- 취재: 홍주환
- 내레이션: 연다혜
- 배급총괄: 정상진
- 배급책임: 주희
- 배급담당: 김서연
- 마케팅 진행: 박혜진
- 마케팅 진행: 양예주
- 마케팅 진행: 김재연
- 마케팅 지원: 박지연
- 마케팅 지원: 김은지
- 디지털배급총괄: 신문철
- 디지털배급책임: 문선영
- 디지털배급담당: 김종재
- 디지털배급담당: 최원경
- 마케팅홍보: 김태주
- 마케팅홍보: 김형섭
- 온라인마케팅: 서유진
- 온라인마케팅: 남유경
- 온라인마케팅: 함지혜
- 온라인마케팅: 김혜인
- 온라인디자인: 김세린
- 예고편: 이철수
- 예고편: 조세훈
- 디자인: 이도현
- 디자인: 김민정
- 디자인: 이혜원